# Château de Jumilhac
Pour les articles homonymes, voir Jumilhac.
Le château de Jumilhac est implanté sur la commune de Jumilhac-le-Grand dans le département de la Dordogne, en région Nouvelle-Aquitaine. Il a été bâti du XIIIe au XVIIe siècle.
Ouvert à la visite, il fait l'objet de plusieurs protections au titre des monuments historiques.

## Présentation

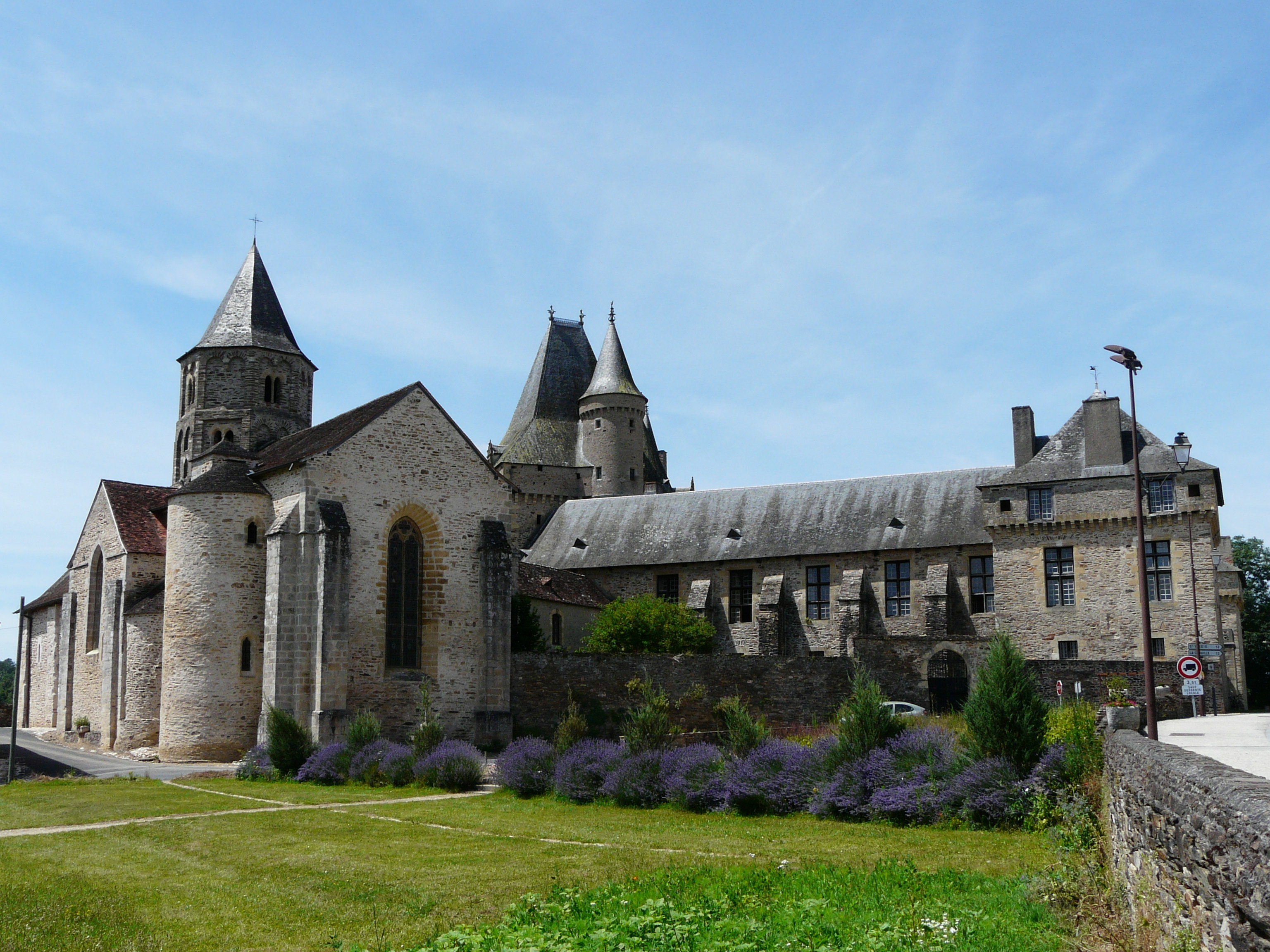
L'église et le château de Jumilhac.

Le château de Jumilhac, propriété privée, se situe en Périgord vert, au nord-est du département de la Dordogne. Dominant d'une cinquantaine de mètres la confluence entre l'Isle et son affluent, le ruisseau du Ruchalait, il est implanté au sud-ouest du bourg de Jumilhac-le-Grand, une quinzaine de mètres au nord de l'église Saint-Pierre-ès-Liens.
C'est une propriété privée, ouverte à la visite.
Le château, en restauration permanente par son propriétaire, a appartenu aux Chapelle de Jumilhac depuis le XVIe siècle et désormais à leurs descendants directs, la famille de La Tour du Pin. Son parc est aménagé en jardin à la française.

## Historique
Le château actuel a été bâti aux XIIIe et XIVe siècles, remanié à la Renaissance et restructuré aux XVIIe et XVIIIe siècles sur l'emplacement d'un ancien château fort connu dès le  XIIe siècle. Situé aux confins du Périgord et du Limousin, le fief dépendait des vicomtes de Limoges puis des seigneurs de la châtellenie d'Excideuil.
La seigneurie de Jumilhac était divisée au Moyen Âge entre la famille de La Porte et la famille de Bruchard, puis passa à la famille de Coignac et à la famille de Crevant.
Antoine Chapelle, riche maître de forges et propriétaire foncier dans la région, épouse en 1579, en secondes noces, l'héritière du lieu, Marguerite de Vars, petite-fille de François de Coignac et rachète en 1581 leur part aux Crevant, réunissant ainsi les deux parties de la seigneurie.
En finançant largement le futur Henri IV dans sa quête du trône de France, il reçoit en reconnaissance des mains de celui-ci le titre de comte de Jumilhac en 1597.
Il fait augmenter le château, où il meurt en 1603.
En 1655, son petit-fils, François Chapelle de Jumilhac (1610-1675), obtient l'érection de son comté en marquisat. Au milieu du XVIIe siècle, il fait réaménager le château, agrandir les deux ailes en retour et créer le portail d'entrée.
À la Révolution, le domaine est placé sous séquestre, à la suite de l'émigration d'Antoine Pierre Joseph Chapelle de Jumilhac. Le château est alors occupé par la municipalité.
En 1822, il est acheté par le financier Gabriel-Julien Ouvrard (1770-1846), qui en dote sa fille Élisabeth Ouvrard, mariée avec le général Louis-Victor-Léon de Rochechouart. En 1855, ce dernier devient maire de Jumilhac, où il meurt en 1858.
En 1862, le château est vendu par ses héritiers à Jean-Baptiste Étienne, industriel sucrier à Nantes. Sa fille Octavie Étienne (1831-1902) en hérite. Veuve en premières noces de Louis Octave Say (1820-1857), aussi industriel sucrier, elle se remarie en 1866 avec l'homme politique Eugène Janvier de La Motte (1823-1884).
De son premier mariage, elle laisse un fils, Louis Jean Baptiste Say, officier de marine et explorateur (1852-1915), après la mort duquel le château est vendu en 1917.
Le château est alors divisé en plusieurs logements et ses dépendances en plusieurs boutiques.
En 1927, il est racheté par Raymond Odet Chapelle de Jumilhac (1887-1980) et son épouse, qui en entreprennent la restauration et dans la descendance desquels il est encore.
Il est ouvert en 1964 à la visite du public.

### Protection
Le château est classé au titre des monuments historiques en trois temps : le corps central, le 21 décembre 1922 ; l'aile droite, le 20 décembre 1923 ; l'aile gauche, le 22 mars 1924.

## Architecture

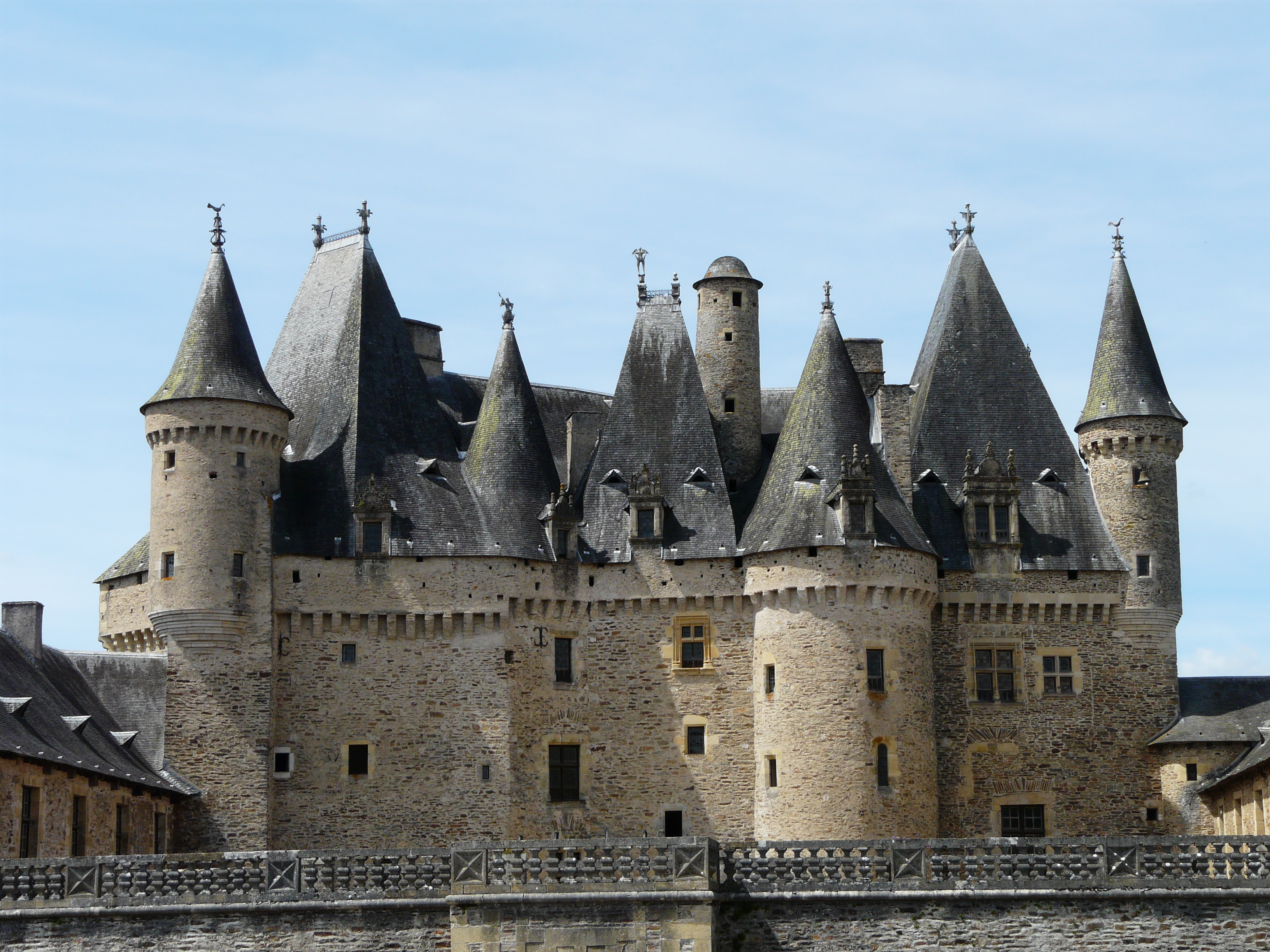
Le corps de logis du château.

La cour d'honneur du château, de forme trapézoïdale, est délimitée par son logis à l'ouest, deux ailes au nord et au sud et une muraille de courtine à l'est, dans laquelle s'ouvre le portail d'accès au domaine. Les murs extérieurs de l'enceinte forment un octogone.
Ceint d'un chemin de ronde posé sur mâchicoulis et ponctué de nombreuses fenêtres ou lucarnes de style Renaissance, le corps de logis est agrémenté de tours et de tourelles. Il est surmonté de toits d'ardoise, alternance de cônes et de pyramides, ornés d'épis de faîtage en plomb aux allégories seigneuriales et alchimiques. Un balcon, vestige central d'une coursive de service, a été installé au XVIIe siècle sur la façade principale afin de desservir par l'extérieur les appartements du premier étage nouvellement restructurés.
Les ailes nord et sud, reprenant les dépendances préexistantes du XVIIe siècle, se terminent par des pavillons d'angle, aménagés dans les anciennes tours de défense comme en témoignent encore chemin de ronde et mâchicoulis.
Des jardins à la française rénovés depuis 1994 par l'actuel marquis de Jumilhac donnent au sud-ouest, en bordure de l'église, au-dessus de l'Isle. S'appuyant sur une maquette de 1777, leur dessin reprend les concepts des jardins en terrasse Renaissance et les principes de Le Nôtre et évoquent l'or et l'alchimie, deux thématiques associées à l'histoire du site.
Au sud du château, l'église Saint-Pierre-ès-Liens, ancienne chapelle castrale entre les XIIIe et XVIIIe siècles, présente encore une litre funéraire aux armes de Jean-François Chapelle, marquis de Jumilhac, mort en 1693.
Un pigeonnier, ne dépendant plus du domaine, existe encore juste à l'entrée sud du bourg, au bord de la route départementale 78.

## Décor de tournage
Le château a servi de décor lors du tournage du film, Le Pacte des loups en 2001, en 2010 lors de deux épisodes de la série télévisée Nicolas Le Floch intitulés La Larme de Varsovie et Le Grand veneur, puis en 2014, du téléfilm Richelieu, la Pourpre et le Sang.
Des scènes du film Kaamelott : Deuxième volet partie 1 y sont tournées lors de l'été 2024.

## Galerie de photos

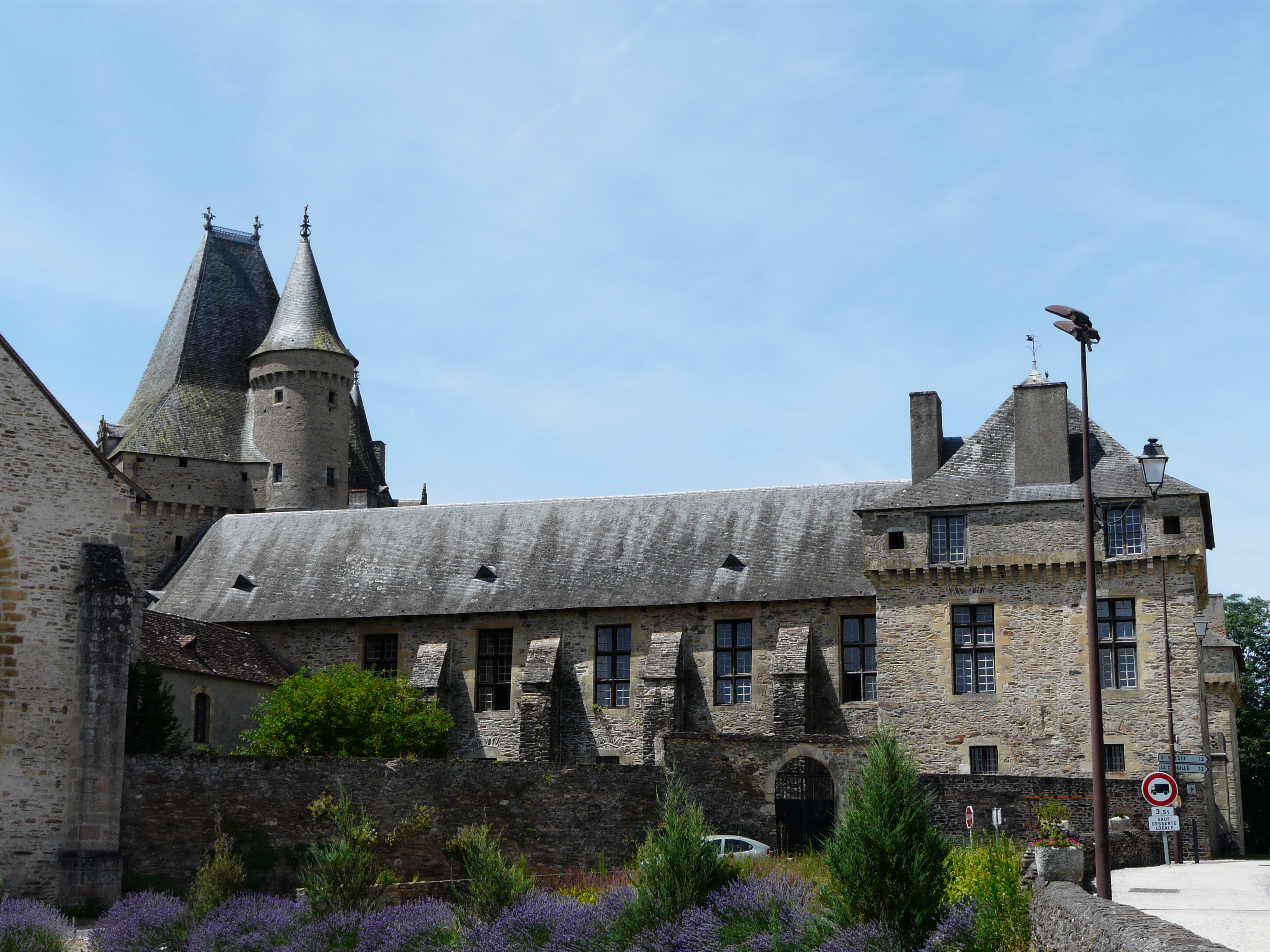
L'aile sud.
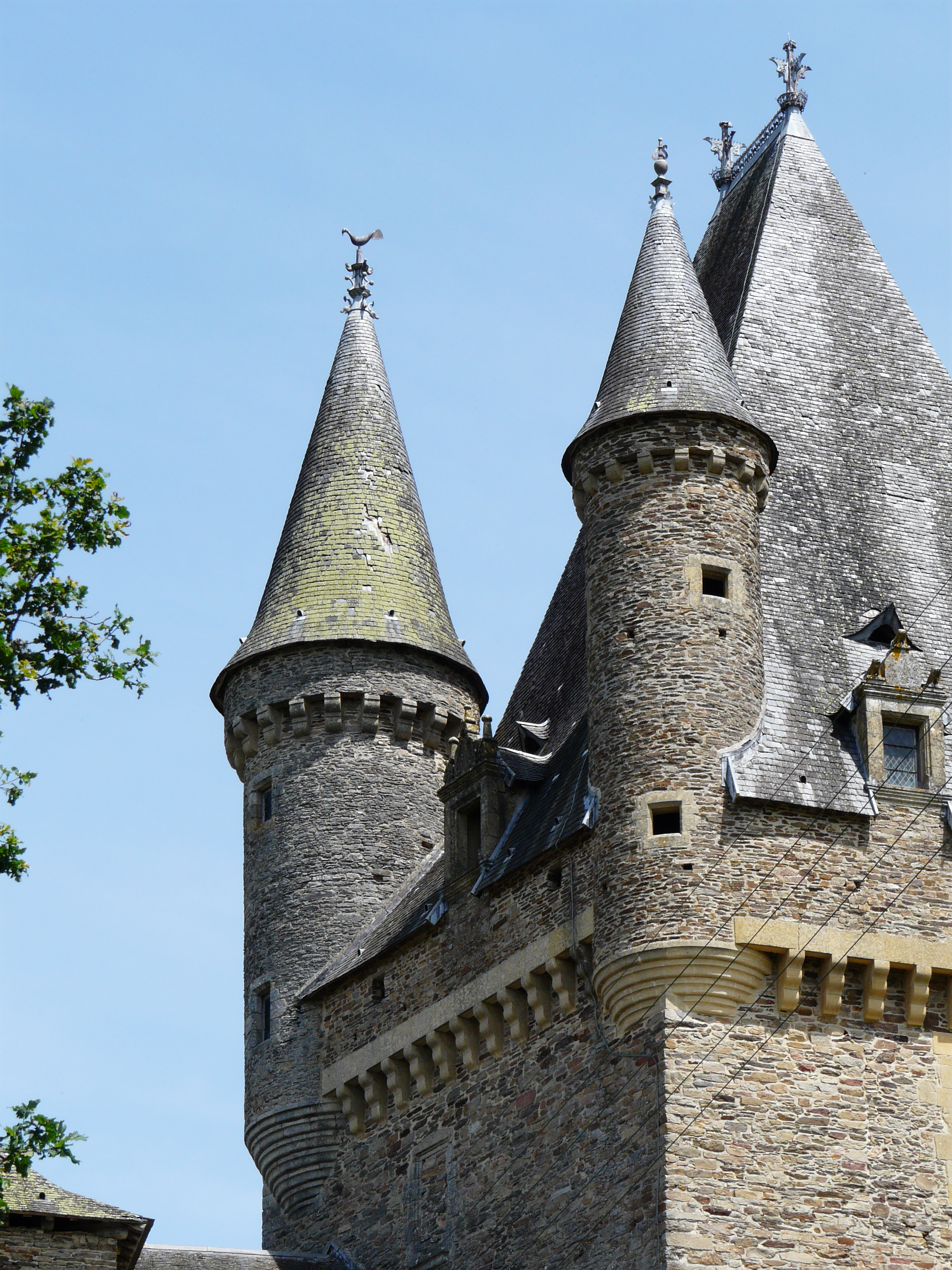
Les tourelles de l'angle ouest.
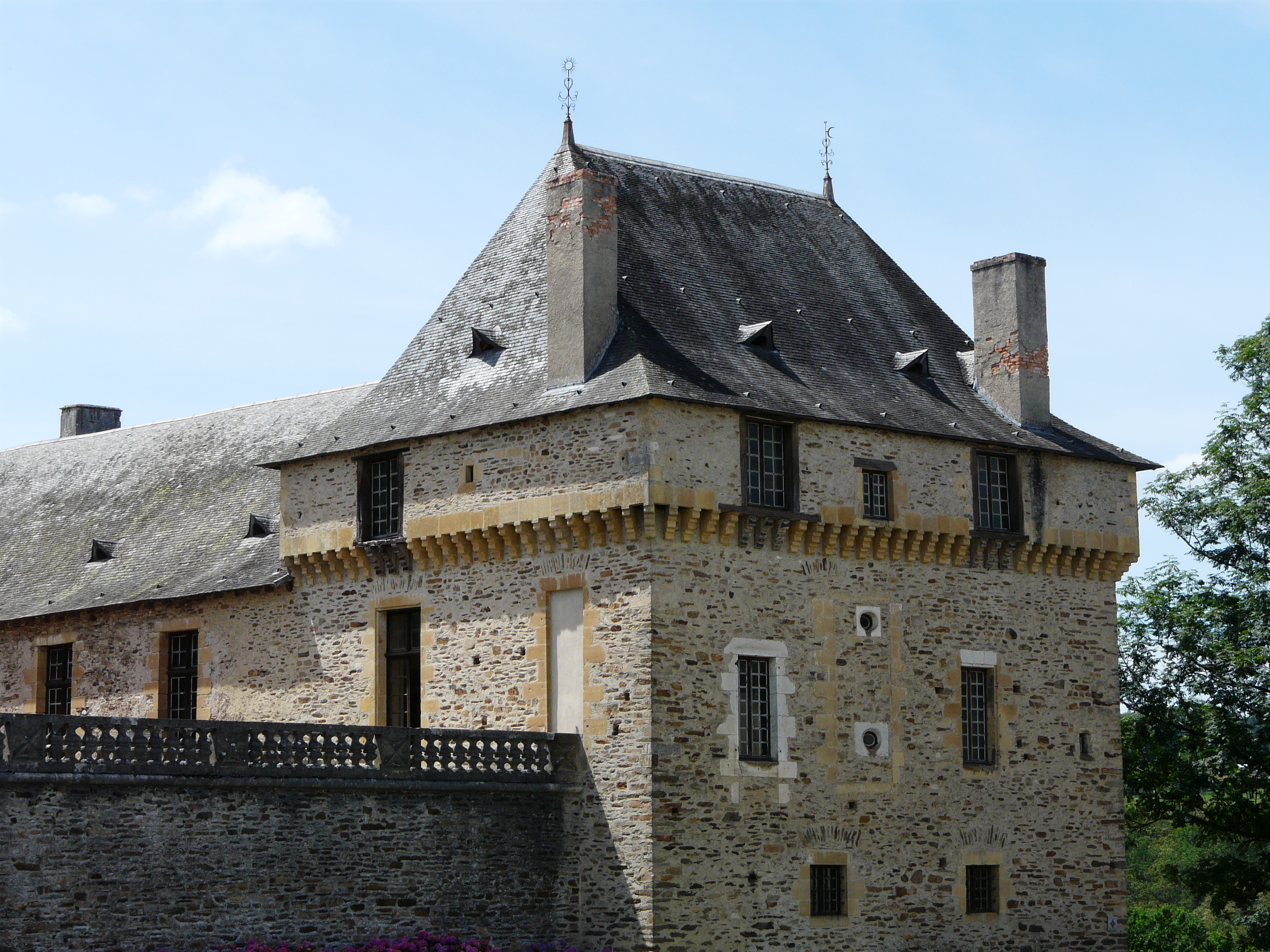
Le pavillon d'angle nord.
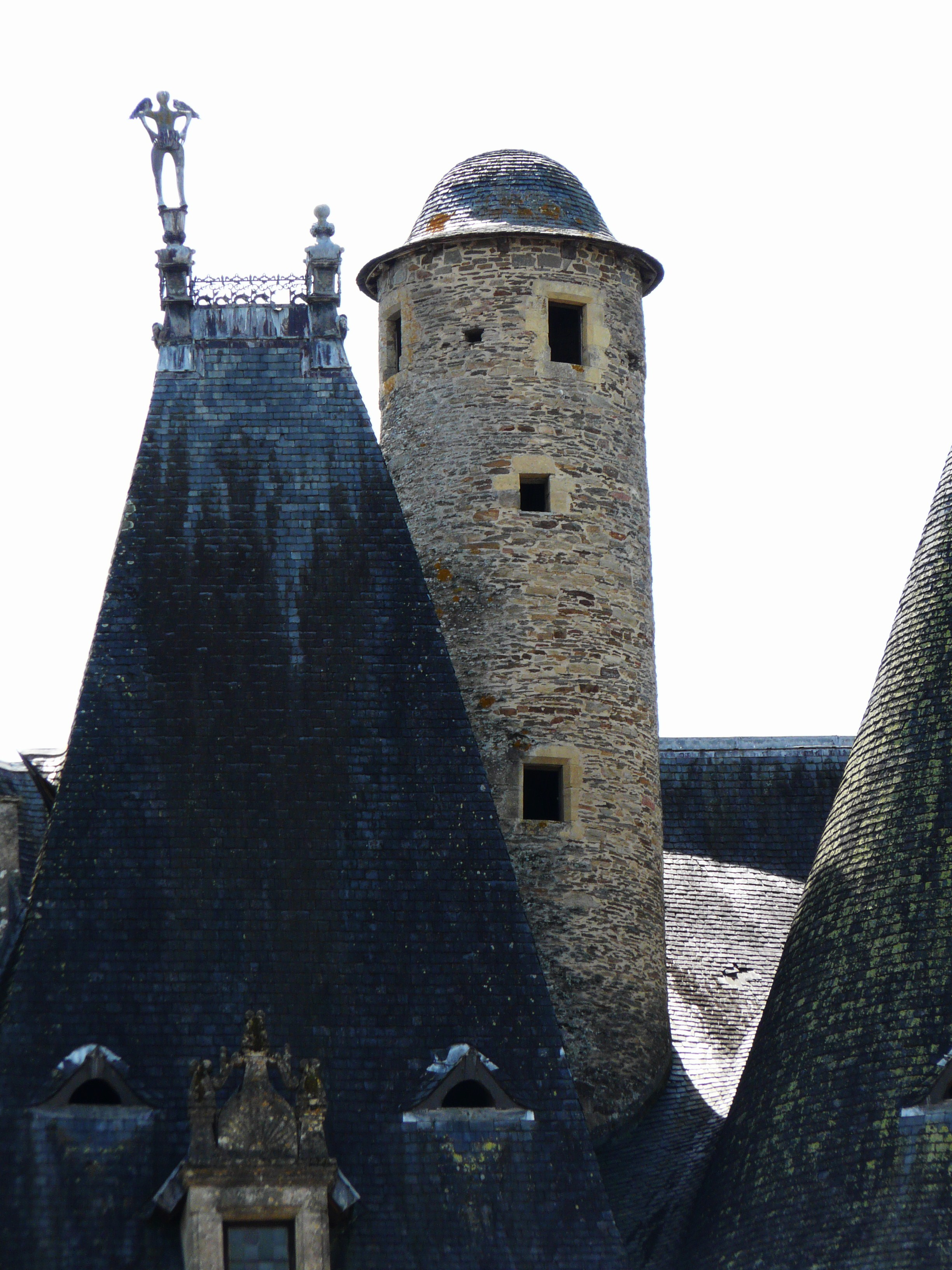
Le chapeau de marquis.
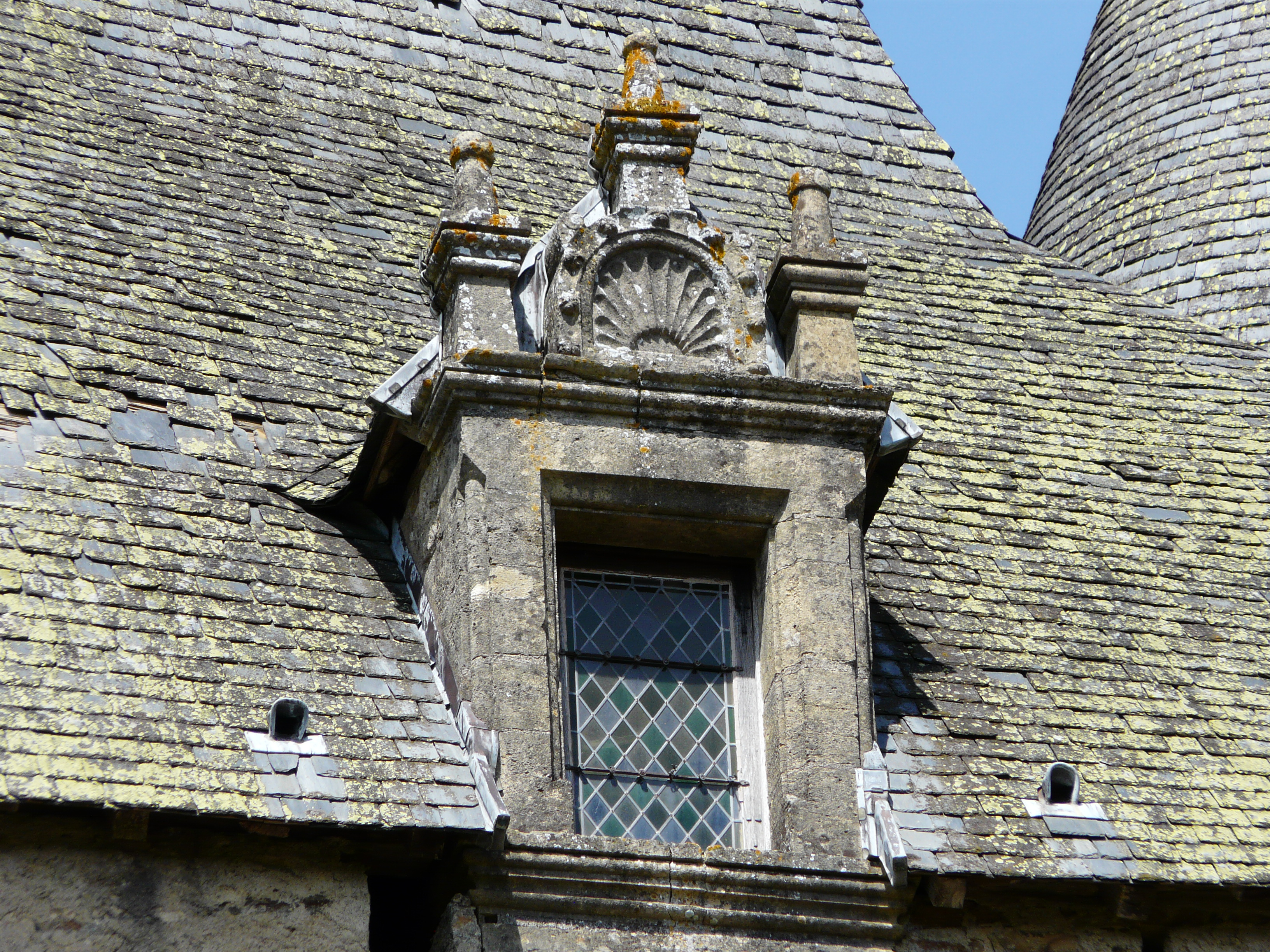
L'une des nombreuses lucarnes.
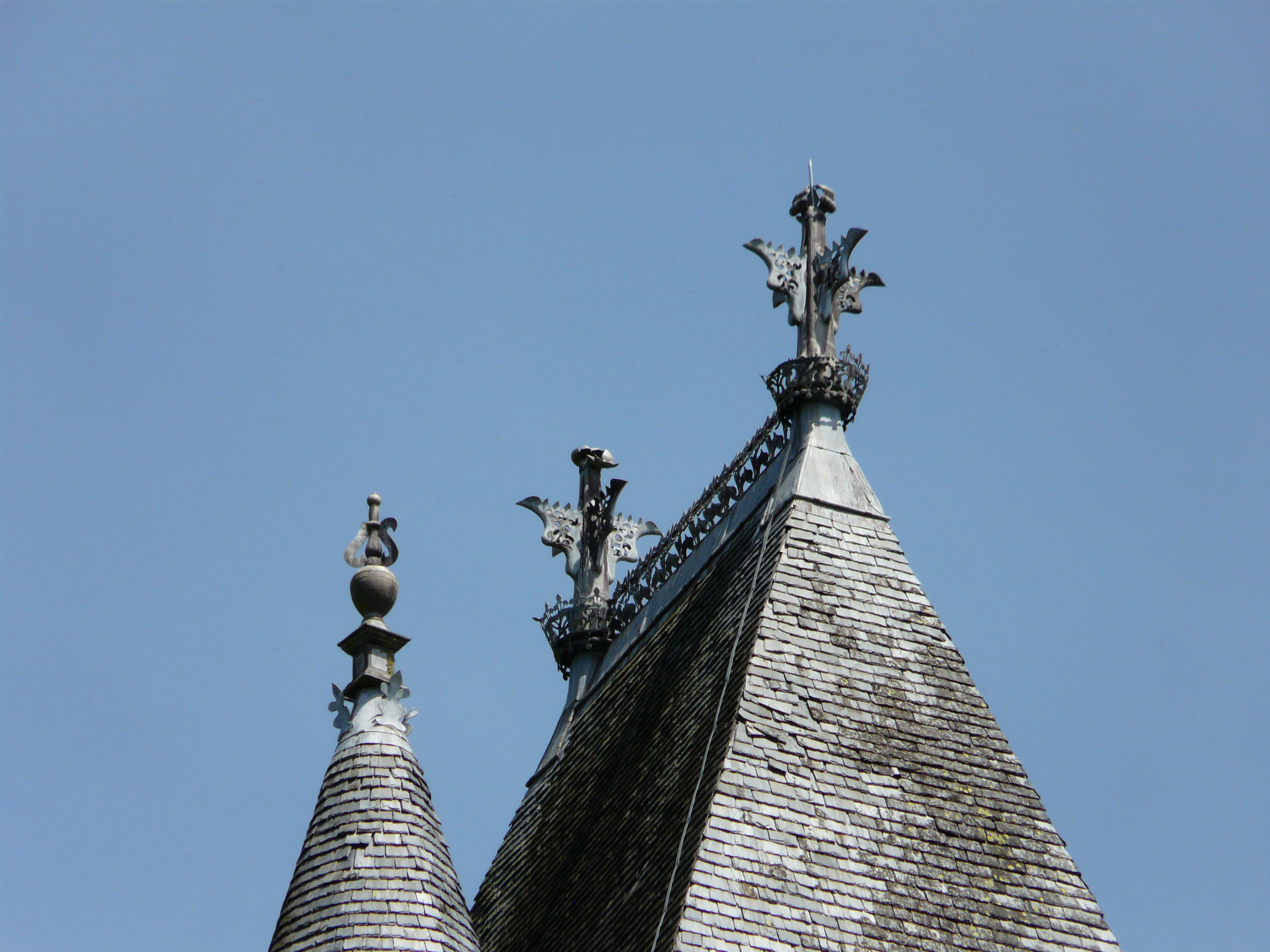
Trois épis de faîtage.
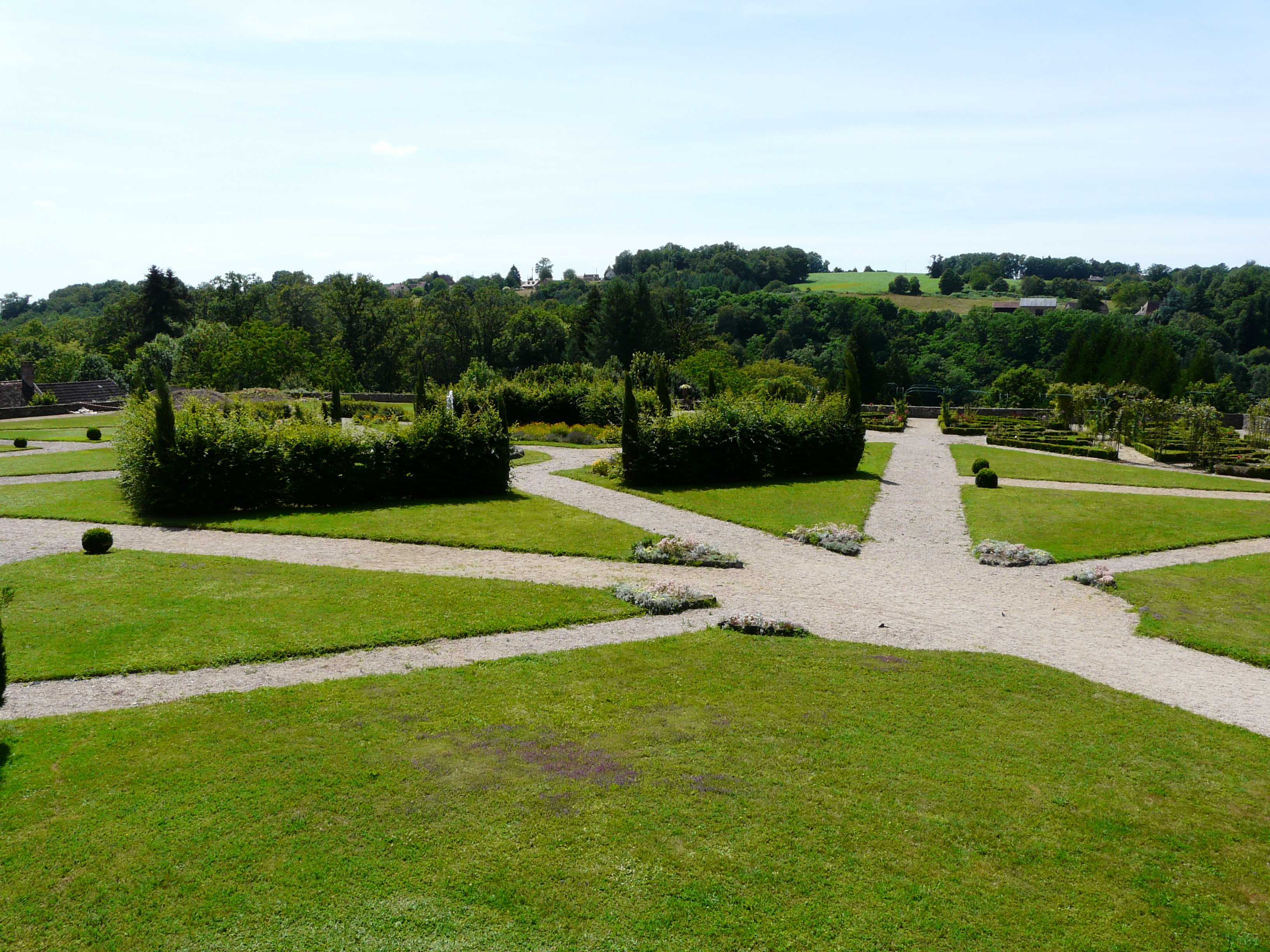
Les jardins à la française.
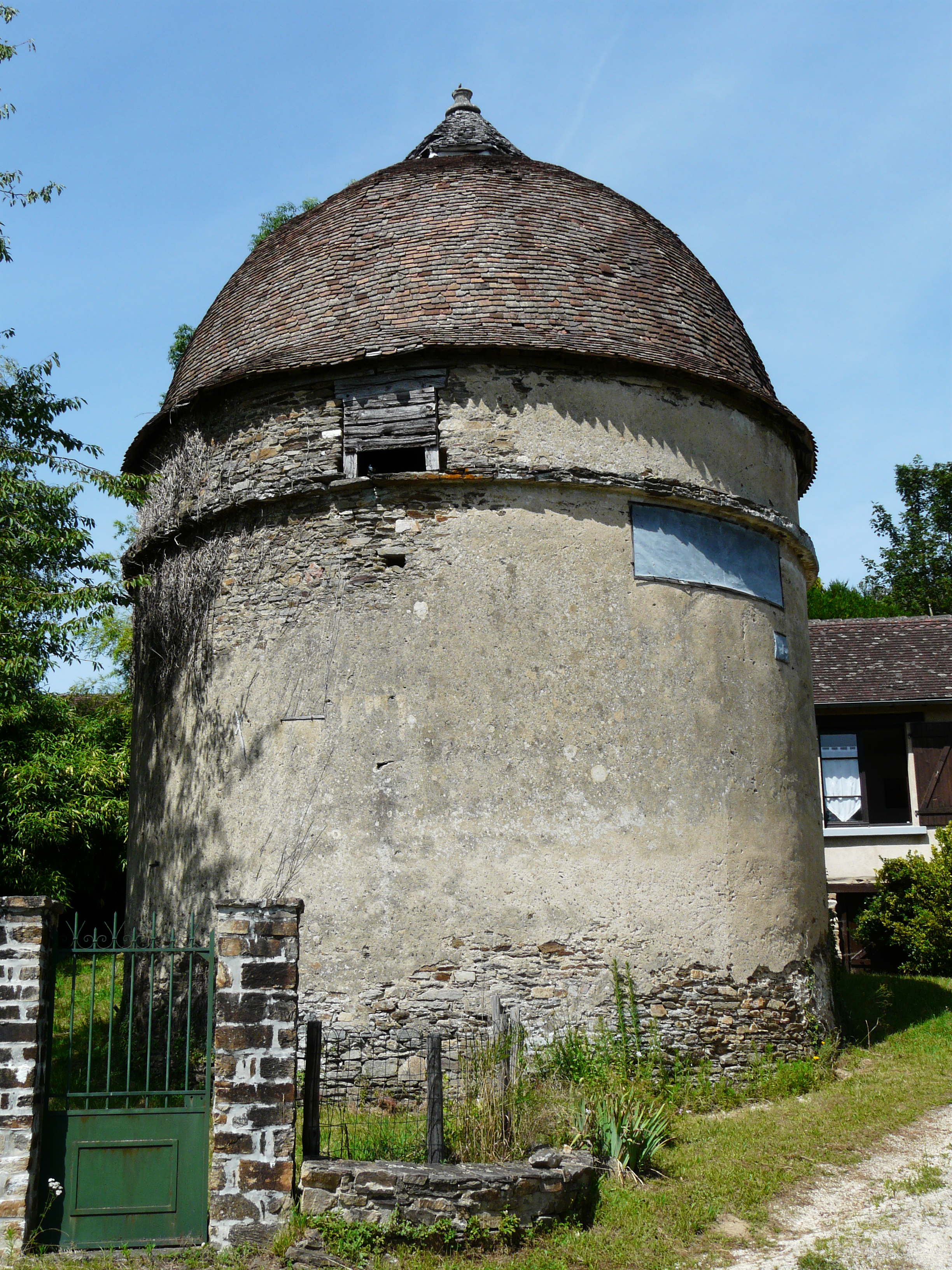
L'ancien pigeonnier.